# Halte Rijksstraatweg
Halte Rijksstraatweg (afkorting:Rsw) is een voormalige spoorweghalte aan de spoorlijn Aalsmeer – Haarlem, onderdeel van de Haarlemmermeerspoorlijnen. Sinds 1927 ligt het stationsgebouw in de gemeente Haarlem langs de gedempte Amsterdamsevaart.

## Gebruiksperiode
De halte Rijksstraatweg werd gebouwd in 1911 en in gebruik genomen op 2 augustus 1912. Het betreft hier een halte omdat er geen inhaal- of rangeersporen aanwezig waren. De halte is in totaal 23 jaar in gebruik geweest. De halte lag destijds in grotendeels onbebouwd gebied van de toenmalige gemeente Haarlemmerliede en Spaarnwoude. Door de afgelegen ligging van de halte heeft hij zelden grote reizigersaantallen gekend. Een dieptepunt van de reizigersaantallen lag in 1935, toen maakten gemiddeld 20 mensen per dag gebruik van de halte. De laatste passagierstrein bediende de halte op 31 december 1935; zes maanden later reed hier de laatste goederentrein. Het spoor werd na buitendienststelling snel opgebroken zodat er ruimte ontstond voor de verbreding van de rijksstraatweg Amsterdam – Haarlem, die tegenwoordig als N200 vlak langs de voormalige halte voert.

## Bouw
De bouw van het haltegebouw duurde ongeveer een jaar en werd aanbesteed op 7 februari 1911. De totale bouwprijs lag rond de fl. 15.000,-. Daarvan ontving een volwassen metselaar 23 cent per uur of 11 cent per uur als hij minderjarig was. Daarbij had de HESM bedongen dat niet meer dan 25% van de werkkrachten minderjarig mocht zijn. 'De te bezigen bouwstoffen moeten van de beste kwaliteit in hun soort zijn en aan de keuring der Directie worden onderworpen', staat in het bestek vermeld. Verder leert dit bestek dat het pand in totaal op 1,07 kilometer dennenpalen rust en bestond uit een perron, een hoofdgebouw, een naastgelegen privaatgebouw en beerput. Het haltegebouw bestaat uit een wachtkamer (het rechtergedeelte met de luifel) dat met een draaibaar loket (niet meer aanwezig) verbonden is aan het kantoor in het middelste gedeelte. Onder een gedeelte van het pand is een kelder met koekoek aanwezig. De overige ruimtes waren kamers van de bewoners. Op de rijrichting (vanaf Aalsmeer) stond groot het getal '14' geschilderd, het was immers het 14e gebouw (van de 66) van het spoornetwerk. Boven het kantoor bevat de gevel een tegeltableau met de haltenaam, gemaakt door plateelfabriek De Distel. Het tableau was in slechte staat door een ongelukkig geplaatste gevelkachel van een van de vorige eigenaren, maar is door de huidige bewoners gerestaureerd.
Zo'n 10 meter verwijderd van de gevel liep de spoorlijn. Het was enkelspoor zonder gelegenheid tot passeren. Het perron was slechts een kleine verhoging ten opzichte van de spoorlijn. Dat leidde tot een oncomfortabele instap, omdat de gebruikte rijtuigen nogal 'hoog op de poten' stonden en men vervolgens staande op de trede een zware deur open moest zwaaien.
Het is niet bekend wie de architect is van dit pand; de aannemer was H. van Dam uit Nieuw-Vennep. Hij tekende op 23 februari 1911 het contract met de directie der HESM en ontving fl. 78.397,- (tezamen) voor de bouw van dit haltegebouw plus het identieke gebouw aan de Aalsmeerderweg, plus vier wachterswoningen, een militaire woning, drie abri's en de (veel grotere) stations Vijfhuizen en Hoofddorp. Volgens overleveringen heeft de aannemer zich nogal verkeken op dit werk en is hij daardoor failliet gegaan.
Tegenwoordig is het gebouw als woonhuis ingericht en is te vinden aan de Amsterdamsevaart in Haarlem.

## Afbeeldingen

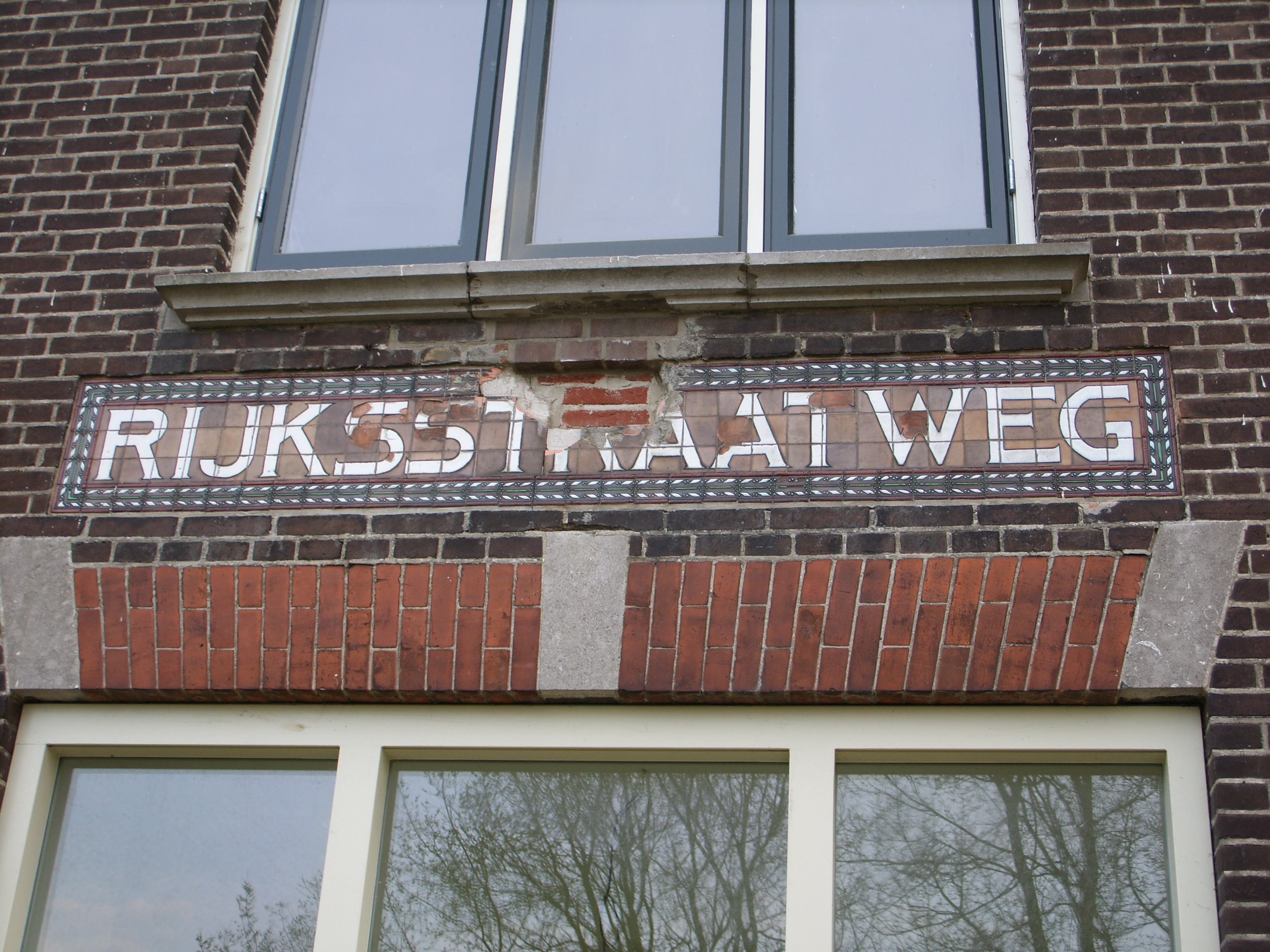
Tegeltableau
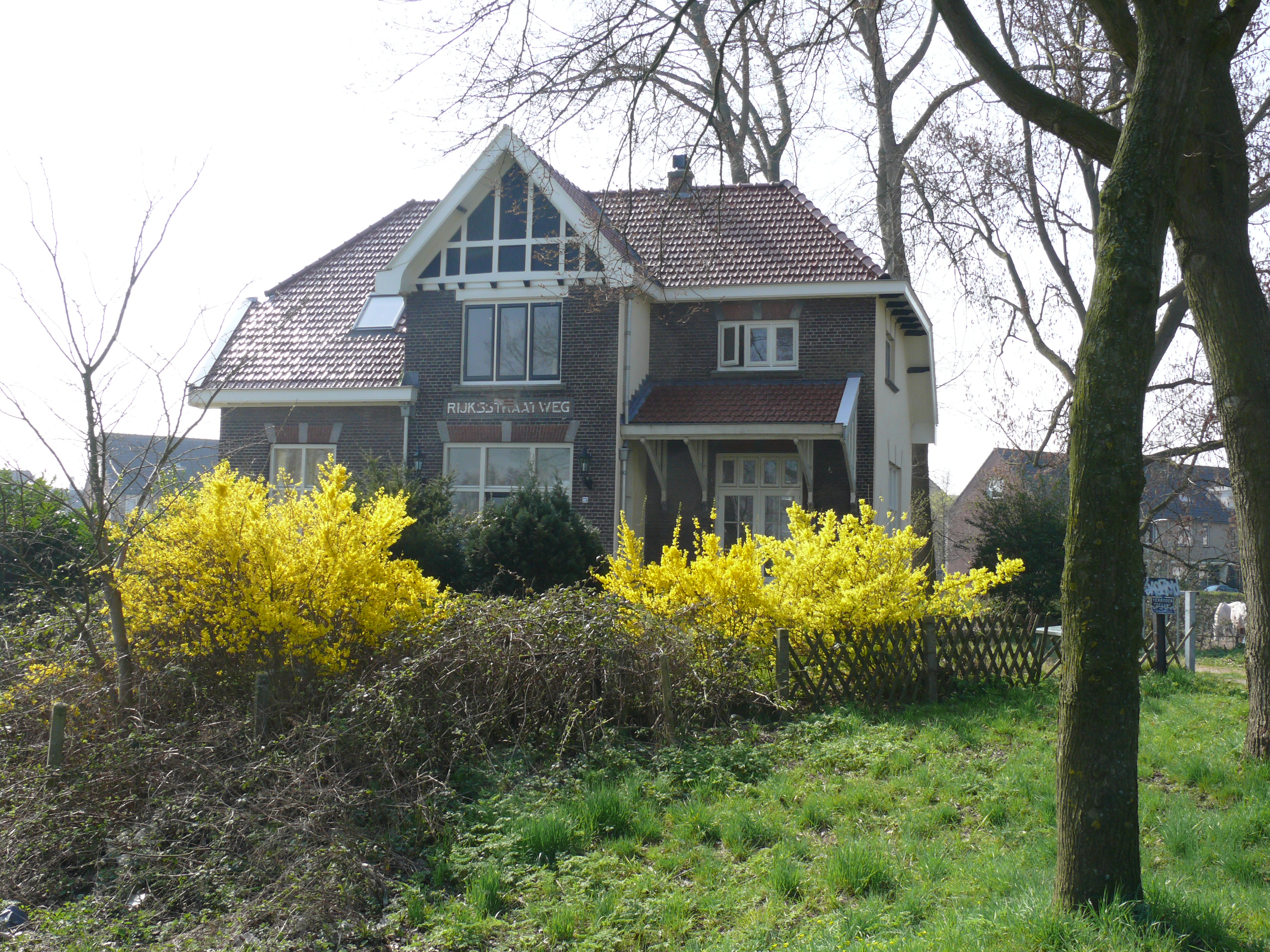
Spoorzijde